# Jean-Pierre Salignon
Pour les articles homonymes, voir Salignon.
Jean-Pierre Salignon, né le 1er janvier 1928 à Laferrière (Algérie) et mort le 9 mars 2012 dans le 13e arrondissement de Marseille, est un joueur de basket-ball français, évoluant au poste d'intérieur.

## Biographie
Jean-Pierre Salignon remporte sous les couleurs de son club d'origine, l'Olympique d'Antibes, le championnat de France junior en 1947 et 1949.
Il évolue en club au Stade Marseillais UC, à l'Union athlétique de Marseille, à l'Olympique de Marseille et au Paris UC.
Il joue pour l'équipe de France de 1947 à 1954. Il est vice-champion d'Europe en 1949 et médaillé de bronze européen en 1951. Il fait aussi partie de la sélection française sixième du Championnat du monde de basket-ball masculin 1950 et huitième des Jeux olympiques de 1952 à Helsinki.
Il exerce à Marseille le métier de professeur d'éducation physique tout en entraînant les jeunes basketteurs du SMUC.

## Palmarès
- Vice-champion d'Europe 1949
- Troisième du Championnat d'Europe de basket-ball 1951
- Vainqueur de la Coupe de France sous les couleurs du Paris Université Club[2]